# Тянь Цзя
Т'єн тья (кит.: 田佳 Tián Jiā, 9 лютого 1981) — китайська пляжна волейболістка, олімпійська медалістка.

## Виступи на Олімпіадах
| Олімпіада   | Дисципліна       | Місце |
| ----------- | ---------------- | ----- |
| Сідней 2000 | пляжний волейбол | 19T   |
| Афіни 2004  | пляжний волейбол | 9T    |
| Пекін 2008  | пляжний волейбол | 2     |